# Jan Reisner

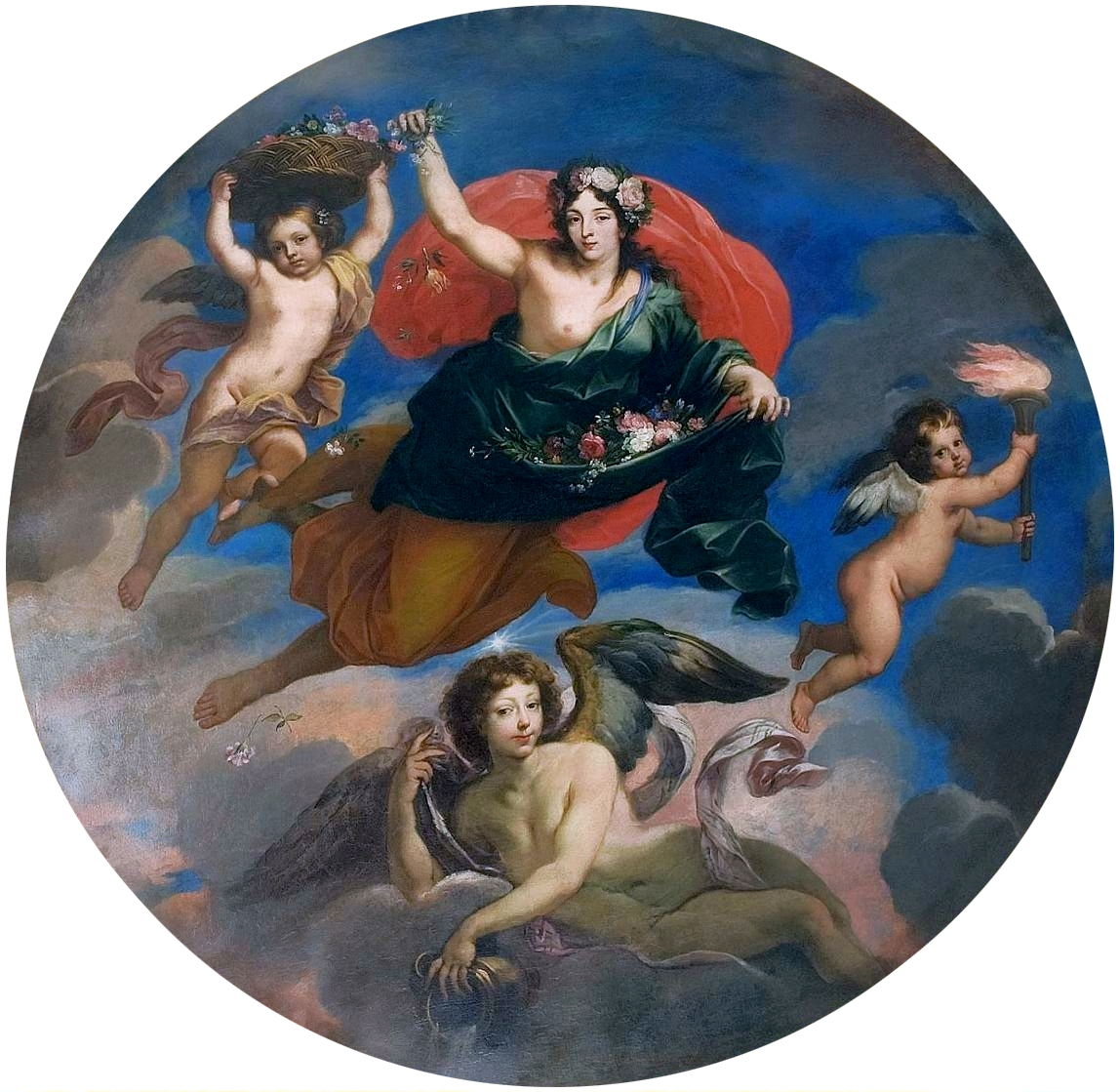
Jan Reisner, Jutrzenka

Jan Reisner (ur. 1655 we Lwowie, zm. 9 sierpnia 1713 w Węgrowie) – polski malarz, architekt, geometra i geograf.

## Życiorys
Pierwsze wzmianki o pobycie Jana Reisnera w Warszawie pochodzą z 3 kwietnia 1674 r., kiedy był świadkiem na ślubie w kościele św. Krzyża.
Około 1678 r. Reisner związał się z dworem Jana III Sobieskiego. W 1678 r., razem z Jerzym Szymonowiczem-Siemiginowskim, otrzymał stypendium na dalsze studia nad malarstwem i architekturą w Rzymie i Paryżu. Obaj, jako jedyni polscy XVII-wieczni artyści, zostali przyjęci w poczet członków Akademii św. Łukasza w Rzymie, cieszącej się wówczas niezwykłą renomą (obok nich, studiowali tam w tym czasie m.in. Nicolas Poussin, Charles Le Brun i Diego Velázquez). W 1682 r. Reisnerowi przyznano pierwszą nagrodę Akademii w dziedzinie architektury (w 3. klasie – nagrodzono sporządzony przez niego projekt kościoła centralnego kopułowego ze sceną strącenia zbuntowanych aniołów w kopule).
Podobnie jak Siemiginowski, Reisner otrzymał od papieża Innocentego XI Order Złotej Ostrogi z tytułami Laterranensis Comes i Auratae Militiae Eques.
W czerwcu 1683 r., w drodze powrotnej do kraju, Reisner i Siemiginowski prawdopodobnie otrzymali od Jana III Sobieskiego zlecenie kupna pewnych obrazów do kolekcji królewskiej. Wiadomo, że w czasie swojej podróży zwiedzili Wiedeń.
Po powrocie przyznano im stanowiska profesorów w szkole wilanowskiej. Powierzono im także dekorację królewskiej rezydencji w Wilanowie.
W 1692 r. Reisner ożenił się z Cecylią Lauro, córką Kaspra Kromlaufa, snycerza i stolarza nadwornego Wazów. Cecylia była wdową po Janie Lauro, nadwornym muzyku królowej Marii Ludwiki. Świadkiem ślubu był Agostino Locci, jeden z architektów Wilanowa.
Reisner zamieszkał z rodziną w pobliżu zamku królewskiego, w domu, który został nadany jego teściowi przez króla Jana Kazimierza.
Maria Cecylia Lauro, pasierbica Reisnera, była siostrą zakonną w klasztorze Wizytek w Warszawie. Mogło to przyczynić się do późniejszych, niezwykle hojnych, darów artysty dla tego zgromadzenia. W 1698 r. artysta ofiarował klasztorowi Opłakiwanie pod krzyżem. W swoim testamencie Reisner zapisał na rzecz zakonu kielich mszalny ze swoim godłem i monogramem, dwa ornaty (zachował się jeden z nich) i dwa kobierce, a także 6000 tynfów w gotówce.
Razem ze śmiercią Jana III Sobieskiego skończyły się najlepsze i najbardziej płodne lata pracy artysty w Wilanowie. W 1699 r. artysta, po długich staraniach, uzyskał od Augusta II specjalny przywilej serwitorialny jako królewski geograf i geometra. Po 1702 r. zatrudnił się jako geometra na dworze Jana Dobrogosta Krasińskiego w Krasnem i Węgrowie.
Do końca życia pozostawał aktywny artystycznie. Prawdopodobnie m.in. współpracował przy budowie dwóch ufundowanych przez Dobrogosta węgrowskich kościołów.
Zmarł w 1713 r. Został pochowany w kościele farnym w Węgrowie.

## Twórczość

### Nurt emotywny
W malarstwie czasów Jana III Sobieskiego widoczne było zderzenie dwóch odmiennych orientacji artystycznych: nurtu emotywnego, tworzonego przez starsze, wazowskie pokolenie ludzi urodzonych ok. 1640 r., wiernych sztuce dojrzałego, bujnego baroku Jana Kazimierza, oraz nurtu klasycyzującego, składającego się głównie z artystów młodszych, urodzonych ok. 1660 r., wyznających już inne zasady, a za cel stawiających sobie przede wszystkim oddziaływanie na sferę rozumową widza.
Jan Reisner był jednym z artystów nurtu klasycyzującego. Jego malarstwo cechuje silne nastawienie na budowanie harmonii, doskonałej linii, czytelnego konturu, jasnej, spokojnej kompozycji. Kolorystyka jest tutaj umiarkowana, brak gwałtownych, oddziałujących na emocje środków wyrazu. Ważną rolę pełnią inspiracje sztuką antyczną – tak w sferze formalnej, jak i tematycznej.
Obrazy Reisnera są silnie zdyscyplinowane, wyważone, bardziej „akademickie” niż dzieła Siemiginowskiego. Widać w nich silne wpływy francuskie. Jak określił to Mariusz Karpowicz – „jest to po prostu włosko-francuski akademizm w polskim, sarmackim wydaniu”.

### Wybrane dzieła

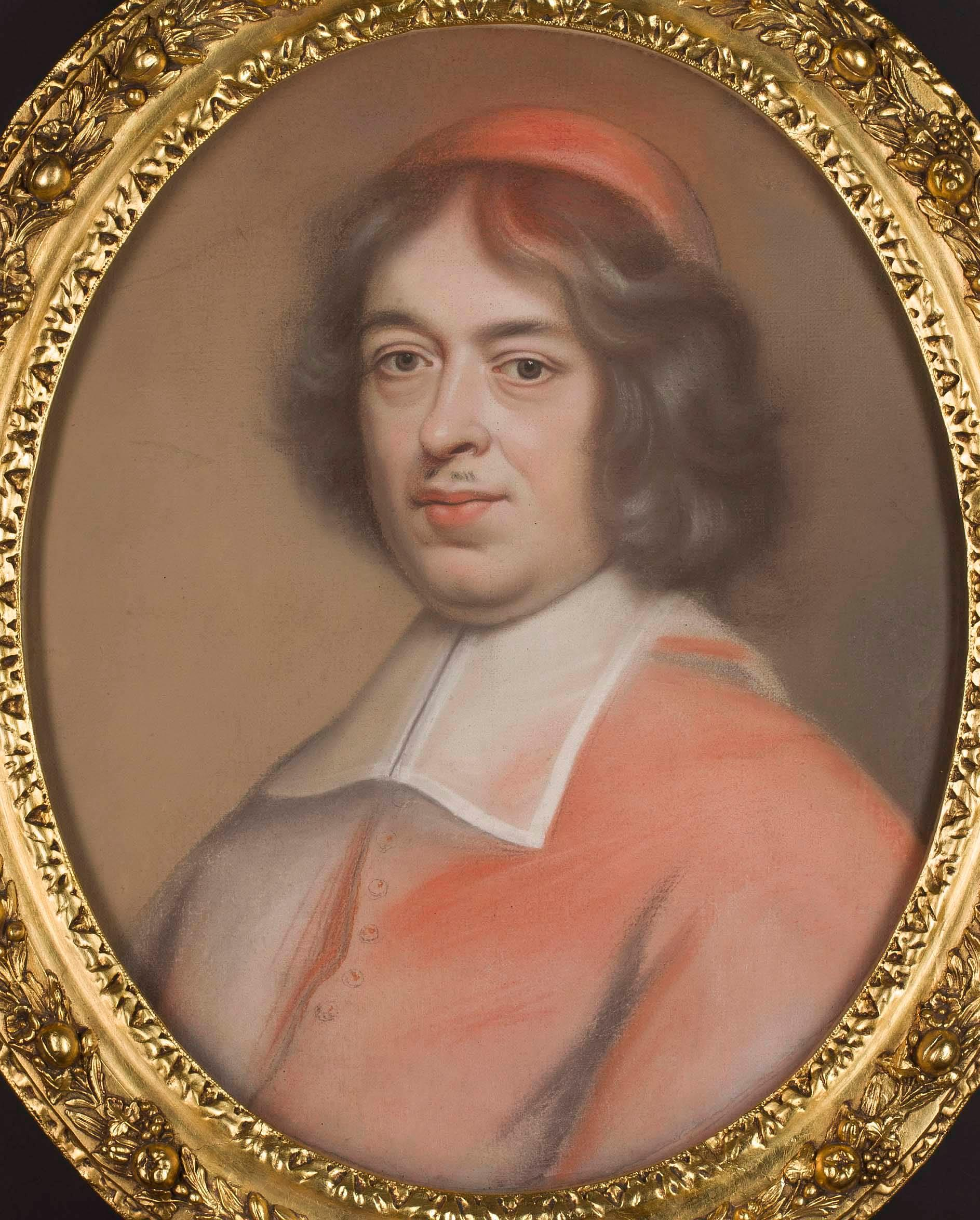
Portret prymasa Michała Stefana Radziejowskiego, prawdopodobnie pastel autorstwa Reisnera

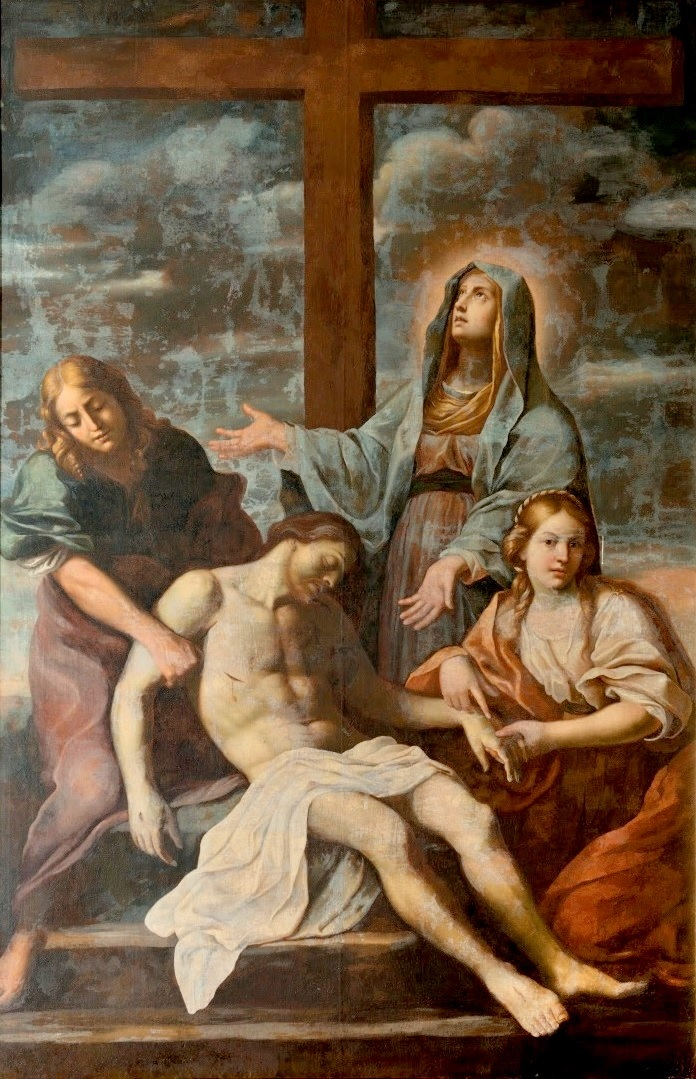
Jan Reisner, Opłakiwanie pod krzyżem

Wiele dzieł Reisnera zaginęło lub uległo zniszczeniu. Spośród tych, które się zachowały, można wyróżnić: rysunki nagrodzone przez Akademię św. Łukasza, rysunki pomiarowe ze szkicem sytuacyjnym węgrowskiej fary, portret pastelowy prymasa Michała Stefana Radziejowskiego (1695-1700), a także Opłakiwanie pod krzyżem i Jutrzenkę. Pewnym, sygnowanym dziełem artysty jest również obraz Kazanie św. Jana Chrzciciela z 1689 roku, umieszczony w jednym z ołtarzy bocznych kościoła kamedułów na Bielanach w Krakowie. Autorska lub warsztatowa replika tej kompozycji znajduje się w krakowskim kościele Sióstr Wizytek pod wezwaniem św. Franciszka Salezego.
Niektórzy badacze przypisują Reisnerowi także olejną Gloryfikację cnót Jana III, datowaną na lata 1683–1690 (zbiory Muzeum Narodowego w Warszawie). Wiadomo także o podobiznach Ludwika II księcia de Conde i Henryka księcia de Turenne, które się nie zachowały.

#### Opłakiwanie pod krzyżem
Z postacią Reisnera łączy się zarówno Opłakiwanie z kościoła wizytek w Warszawie (artysta ofiarował je zakonowi w 1696 r.), jak i replika obrazu w kościele reformatów.
Dzieło skonstruowane zostało surowo, precyzyjnie, niemal matematycznie (widać tutaj wpływ architektonicznego wykształcenia Reisnera). Ważną rolę w kompozycji pełni światło, wydobywające z ciemnego tła figury postaci. Szczególnie silnie zaakcentowane jest znajdujące się na pierwszym planie nagie, blade ciało Chrystusa. Światło uwypukla także szczególny układ rąk zgromadzonych wokół Chrystusa postaci – pełnią one rolę swoistych wektorów: prowadzą wzrok widza do ran Chrystusa, które stanowią centralny punkt całej kompozycji.
Rysunek jest tutaj niezwykle staranny, kolorystyka – ciemna, chłodna, stonowana, pozbawiona żywszych akcentów. Zabieg ten podkreśla oszczędną, ściśle rozumową konstrukcję obrazu.

#### Jutrzenka
Obraz plafonowy Jutrzenka zdobi Gabinet Zwierciadlany w pałacu w Wilanowie. Pod postacią Jutrzenki kryje się portret królowej Marii Kazimiery. Postać królowej-bogini, znajdującą się w centralnym punkcie malowidła, otaczają figury Wiatrów (alegoryczne przedstawienia synów królowej).
Dzieło wyróżnia się lśniącą, metaliczną kolorystyką (żywszą niż w Opłakiwaniu), co potęguje jego wytworny, „dworski” charakter.